# Брунтал (окръг)
Окръг Брунтал (на чешки: Okres Bruntál) е един от 6-те района на Моравско-силезкия краѝ на Чехия. Административен център е град Брунтал, макар най-големият град да е Кърнов. Площта на окръга е 1 536,06 km², а населението – 93 718 жители (по данни от 2016 г.). В окръга има 67 населени места, в това число 9 града. Код по LAU-1 – CZ0801.
Разположен е в историческите земи на северна Моравия и Силезия. В рамките на рамките на края, граничи единствено на изток с окръг Опава. На юг граничи с окръг Оломоуц, на запад – с Шумперк и Йесеник, всичките от Оломоуцкия край. В северната част на окръга се намира държавната граница с Полша.

## Образование
По данни от 2003 г.:
| Вид училище                         | Брой училища |
| ----------------------------------- | ------------ |
| Детски градини                      | 60           |
| Начални училища                     | 44           |
| Гимназии                            | 5            |
| Средни училища и промишлени училища | 9            |
| Средни професионални училища        | 7            |
| Висши професионални училища         |              |

## Здравеопазване
По данни от 2003 г.:
| Лекари                                      | 361 |
| Болници                                     | 3   |
| Специализирани заведения за лечение и отдих | 6   |
| Зъболекари                                  | 38  |
| Аптеки                                      | 16  |

## Транспорт
През окръга преминава част от първокласните пътища (пътища от клас I) I/11, I/45, I/46 и I/57. Пътища от клас II в окръга са II/370, II/440, II/442, II/445, II/449, II/450, II/451, II/452, II/453, II/457, II/459 и II/460.